# Tomàs de Banyuls
Tomàs de Banyuls i de Llupià (1556-1627) fue un noble catalán,  señor de Nyer, conocido por su participación en los inicios de las luchas entre las facciones de nyerros y cadells por la preeminencia en los condados de Rosellón y Cerdaña y que agitaron el principado de Cataluña durante buena parte del siglo XVII. Era miembro de la familia de los Banyuls, uno de los más importantes del norte de Cataluña.

## Biografía
Tomàs heredó la señoría de Nyer de su padre en 1576. Movilizó a una cuadrilla de bandoleros que actuaron por el Conflent y la Cerdaña, que recibieron el nombre de nyerros. Llegaron a asaltar el castillo de Puigcerdá y la villa de Villafranca, y a atacar a la familia de los Llupià señores de Castellnou y con la que se disputaba la propiedad de diversas forjas y bosques. En 1581 los soldados del virrey y los sometents locales acabaron sitiando a Tomàs de Banyuls y sus bandoleros en su castillo de Nyer y en Oleta i Évol.
Durante esa época se fue forjando la enemistad con el señor de Arsegüell, Joan Cadell, que como veguer de Conflent se había enfrentado a él.
Vencido a finales de 1581, fue desterrado y obligado a luchar en las campañas de Italia al servicio del rey. En 1588 ya había vuelto a Cataluña, pues participa en el asedio al castillo de Arsegüell. Poco después pudo haber estado en los ejércitos españoles que Felipe II envió a colaborar con la Unión Católica francesa en las luchas contra el rey Enrique IV, en aquel momento todavía hugonote.